# Euscorpius oglasae
Espèce
Synonymes
- Euscorpius carpathicus oglasae Caporiacco, 1950

Euscorpius oglasae est une espèce de scorpions de la famille des Euscorpiidae.

## Distribution
Cette espèce est endémique de Toscane en Italie. Elle se rencontre dans l'archipel toscan sur l'île de Montecristo.

## Description
Les mâles mesurent jusqu'à 36,2 mm et les femelles jusqu'à 43,0 mm.

## Systématique et taxinomie
Cette espèce a été décrite sous le protonyme Euscorpius carpathicus oglasae par Caporiacco en 1950. Elle est élevée au rang d'espèce par Vignoli, Salomone, Cicconardi et Bernini en 2007.

## Étymologie
Son nom d'espèce lui a été donné en référence au lieu de sa découverte, Oglasa.

## Publication originale
- Caporiacco, 1950 : Le specie e sottospecie del genere Euscorpius viventi in Italia ed in alcune zone confinanti. Atti della Accademia nazionale dei Lincei, Roma, sér. 8, vol. 2, no 4, p. 159-230.